# Naturschutzgebiet Bildchen
Das Naturschutzgebiet Bildchen liegt im südlichen Gebiet der Stadt Aachen, westlich der Lütticher Straße zwischen dem Straßendorf Bildchen und der belgischen Grenze, und ist Teil des Aachener Waldes.

## Beschreibung
Das Schutzgebiet besteht aus einer 200 Meter langen Feuchtwiese, die im Nordwesten von Wald und bewaldetem alten Bahndamm begrenzt wird. Die Wiese wird im Nordosten von einer feuchten Rinne mit einer Binsenvegetation durchzogen. Durch die Rinne fließt ein Bach der am Bahndamm entspringt. Im Norden ist ein Waldgebiet mit Birkenbruchwald und ein Großseggenried. Die Vegetation ist hier reich an Moosen und Schachtelhalmen. Das Großseggengebiet ist fast strauchlos und weitgehend offen.

## Schutzzweck
Das Ziel des NSG ist der Erhalt einer seltenen Quellflurlebensgemeinschaft mit Efeu-Moorglöckchen und Bach-Quellkraut mit der dazugehörigen Insektenfauna. Wichtig ist auch der Erhalt der Feuchtwiesengesellschaft durch Mähen zum richtigen Zeitpunkt und ebenso die Erhaltung des naturnahen Laubwaldes.